# Ла-Мариния-Орьенталь
Ла-Мариния-Орьенталь (исп. La Mariña Oriental,  галис. A Mariña Oriental)  — район (комарка) в Испании, входит в провинцию Луго в составе автономного сообщества Галисия.

## Муниципалитеты
1. Баррейрос
2. Пуэнте-Нуэво
3. Рибадео
4. Трабада

1. ↑  https://www.ine.es/dynt3/inebase/index.htm?padre=525